# Beijing EX3
BAIC BJEV EX3 – elektryczny samochód osobowy typu crossover klasy subkompaktowej pod chińską marką BAIC w latach 2019–2020 i pod chińską marką Beijing jako Beijing EX3 w latach 2020–2022.

## Historia i opis modelu

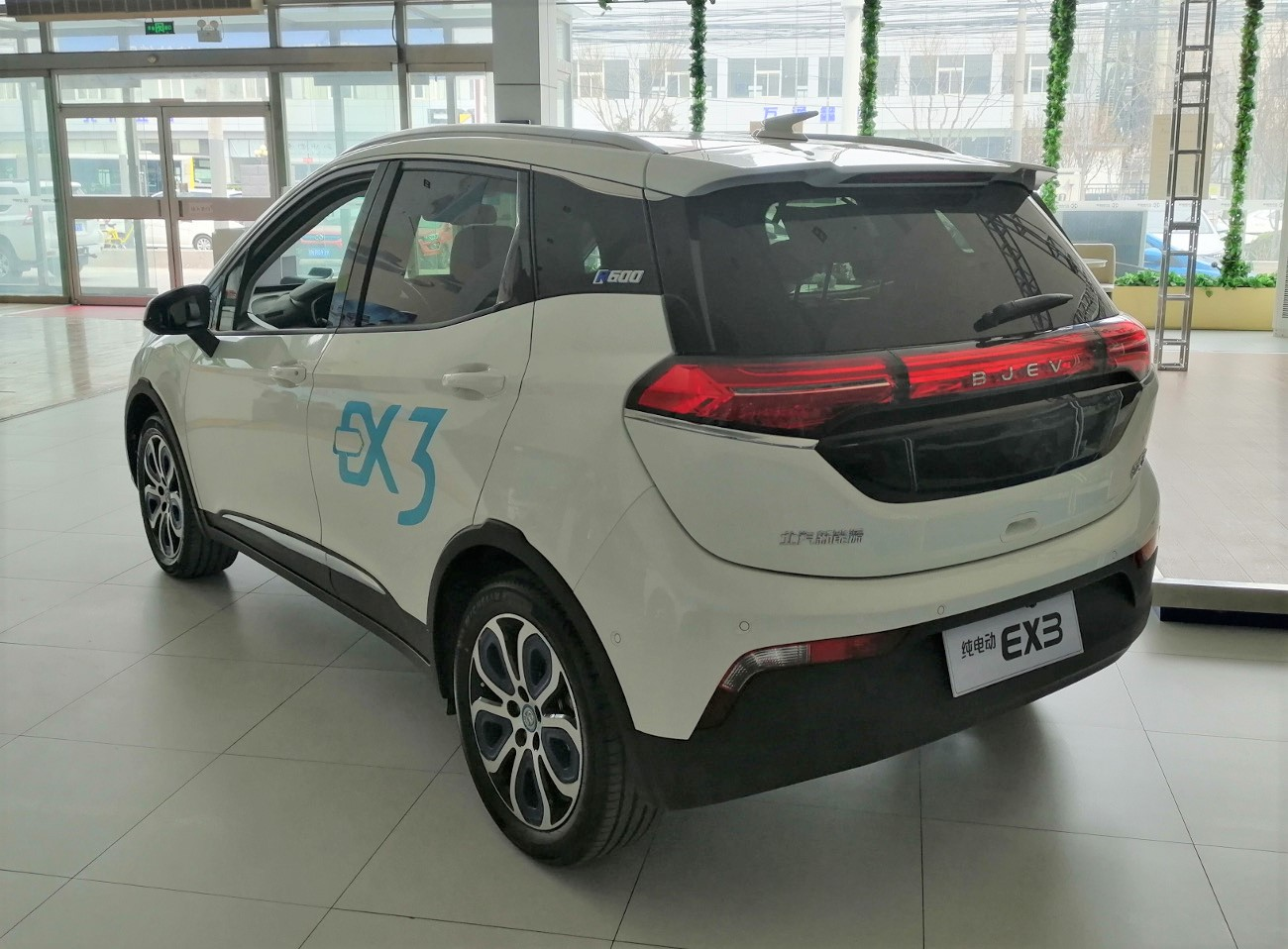
BAIC BJEV EX3 - tył

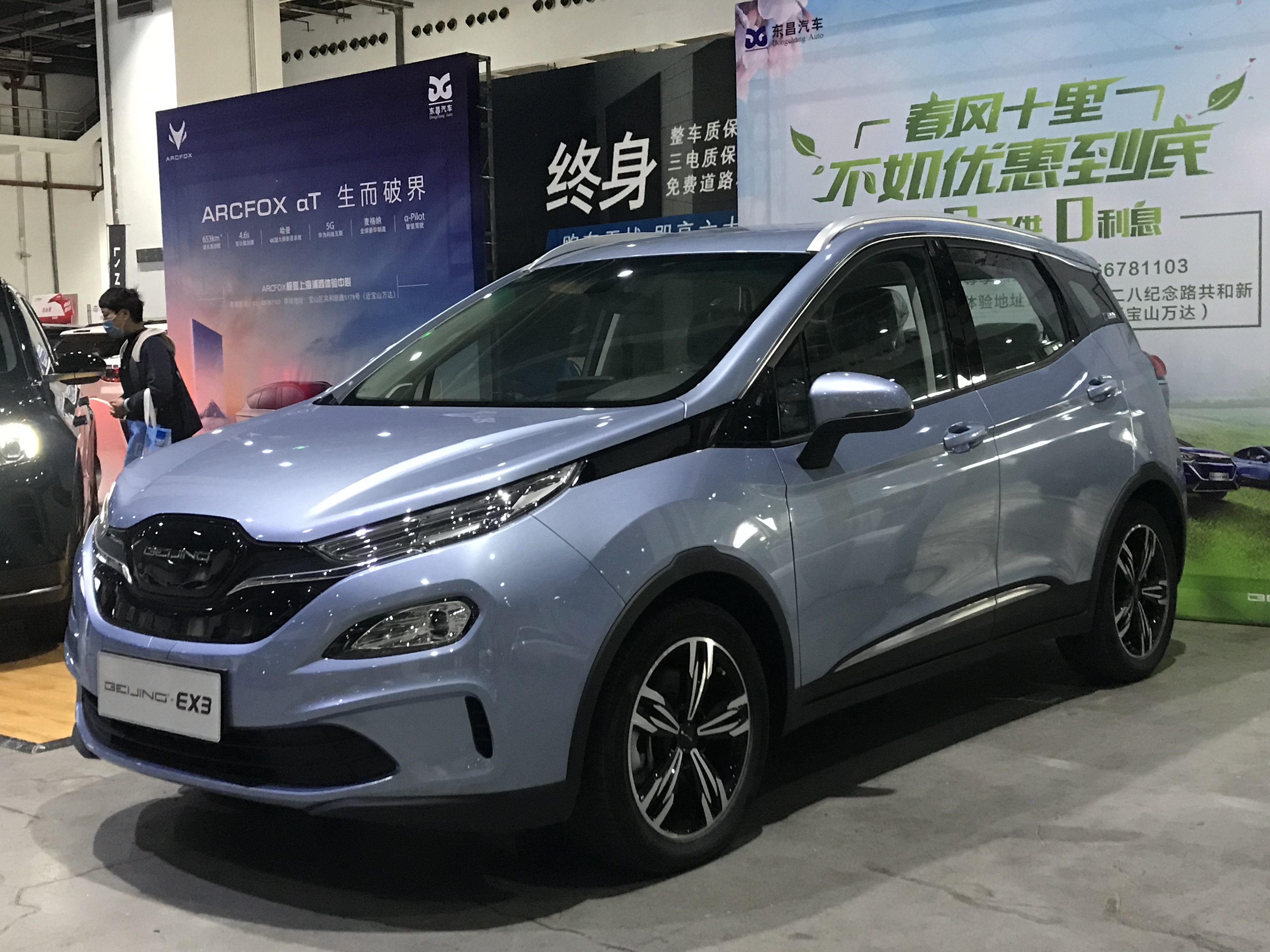
Beijing EX3

W maju 2019 roku chiński koncern BAIC przedstawił drugi, po małym EC3, samochód elektryczny linii BJEV opracowany od podstaw z myślą o napędzaniu prądem.  Model EX3 przyjął postać małego crossovera o awangardowej stylizacji, charakteryzując się podwójnymi reflektorami o agresywnym kształcie, a także centralnie umieszczonym logo skrywającym port do ładowania układu elektrycznego. Poza 17-calowymi alufelgami, pojazd charakteryzuje także obła linia okien oraz tylne lampy wykonane w technologii LED.
Kabina pasażerska została swoją stylizacją upodobniona do innych modeli z linii Senova i BJEV, charakteryzując się dwuramiennym kołem kierownicy, a także centralnie umieszczonym kolorowym wyświetlaczem systemu multimedialnego typu LCD o przekątnej 12,3-cala.
Wraz z utworzeniem w 2020 roku nowej marki Beijing przez koncern BAIC Group, wybrane modele z dotychczasowej linii modelowej Senova zostały włączone do jej oferty. Wśród nich znalazł się także model EX3, który otrzymał nową nazwę, Beijing EX3. Dodatkowo, w drugiej połowie roku dokonano korekty wyglądu atrapy chłodnicy dostosowując ją do estetyki marki Beijing.

### Sprzedaż
BAIC BJEV EX3 jest samochodem elektrycznym produkowanym i sprzedawanym wyłącznie z myślą o wewnętrznym rynku chińskim, gdzie pierwsze sztuki rozpoczęto dostarczać do nabywców w kwietniu 2019 roku. Nabywcy uzyskali do dyspozycji 5 różnych wariantów wyposażeniowych.

### Dane techniczne
Układ napędowy samochodu tworzy silnik elektryczny o mocy 214 KM, który współpracuje z baterią o pojemności 52,56 kWh oferującą zasięg na jednym ładowaniu do 421 kilometrów. Pojazd rozpędza się do 100 km/h w 7,9 sekundy, a maksymalnie osiąga 150 km/h.